# 龐晃
龐 晃（ほう こう、532年 - 603年）は、中国の西魏から隋にかけての軍人。字は元顕。本貫は楡林郡。

## 経歴
龐虬の子として生まれた。良家の子として、若くして刺史の杜達に召されて州都督に任ぜられた。宇文泰が関中に入ると、龐晃は大都督に任ぜられ、宇文泰の側近で軍務についた。後に驃騎将軍に転じ、比陽侯の爵位を受けた。北周の衛王宇文直が襄州に駐屯すると、龐晃も本官のまま襄州に出向した。まもなく長湖公元定とともに南朝陳を攻撃し、孤軍で深入りして捕らえられた。数年後、衛王宇文直が龐晃の弟の龐元儁に絹800匹を持たせて身柄を買い取ったので、龐晃は帰国することができた。上儀同の位を受け、再び衛王宇文直に仕えた。
楊堅が随州刺史として出向したとき、途中で襄陽に立ち寄ったので、衛王宇文直は龐晃に命じて楊堅に挨拶させた。龐晃は楊堅がただ者ではないと見抜いて、深く交際するようになった。楊堅が退任して長安に帰る途中、龐晃は楊堅を襄邑で迎えた。龐晃は「公のお顔は常人のものではありません。ご即位の日にはお忘れなきよう願いたいものです」と言った。楊堅は笑って「何を妄言するか」と答えた。また1羽の雄雉が庭で鳴いていたので、楊堅が龐晃に射るよう命じると、龐晃は「当たれば賞があるものです。いずれ富貴となる日のしるしといたしましょう」と言い、みごと射当てたので、楊堅は大笑いして「これは天意である、公が天意に感じることができたので当たったのだ」と言った。
北周の武帝のとき、龐晃は常山郡太守となり、楊堅は定州総管となって、しばしば往来した。楊堅が亳州総管に転じたとき、楊堅は内心はなはだ不満だったが、龐晃が「いま挙兵しても、天下を図ることはできません」と言ったので、楊堅は時機を待つことにした。龐晃は車騎将軍に転じた。楊堅が揚州総管となると、上奏して龐晃を同行させた。580年、楊堅が北周の丞相となると、龐晃は開府儀同三司の位に進み、楊堅の側近で仕えた。
581年、隋が建国されると、龐晃は上開府の位を加えられ、右衛将軍に任ぜられ、爵位は公に進んだ。河間王楊弘が突厥を攻撃すると、龐晃は行軍総管として従軍して馬邑にいたった。別路から賀蘭山に進出し、突厥軍を撃破した。
龐晃の性格は剛直で、広平王楊雄や高熲と対立し、しばしば讒言を受けた。このため宿衛として十数年つとめたが、官位は進まなかった。後に懐州刺史として出向した。596年5月に夏州総管となり、601年に原州総管に転じた。603年2月、在官のまま死去した。享年は72。諡は敬といった。
子に龐長寿があり、驃騎将軍となった。

## 伝記資料
- 『隋書』巻五十 列伝第十五
- 『北史』巻七十五 列伝第六十三